# BMW Turbo
La BMW E25 Turbo è una Concept car prodotta dalla casa automobilistica tedesca BMW come celebrazione dei giochi olimpici tenutesi a Monaco di Baviera nel 1972.

## Il contesto
Disegnata da Paul Bracq la BMW Turbo era dotata di porte ad ala di gabbiano. Il motore era centrale ed il telaio su cui si basava era quello modificato della BMW Neue Klasse.
Era dotata di un propulsore 4 cilindri turbo da 280 cavalli e la velocità massima raggiungeva i 250 km/h.
Ne furono costruiti solo due esemplari. Il suo design influenzò in seguito le linee dei modelli BMW M1, della BMW Serie 8, della BMW Z1 e della concept car M1 Hommage del 2008.